# Startups.com
Startups.com era a "startup ponto-com definitiva", fundada em 1998 por Donna Jensen, ex-executiva da VentureOne. Tinha sede no Vale do Silício e escritórios em Nova Iorque e Boston.
Startups.com era uma aceleradora apoiada por um fundo de capital de risco, que atuava em um nicho de mercado durante o auge da bolha da Internet. Tinha parcerias com outras empresas startups para gerenciar os inúmeros detalhes, referentes à criação do escritório e à operação dessas empresas. Dessa forma, as startups poderiam se concentrar no seu negócio principal e operar de forma mais eficiente, para chegar mais rapidamente ao mercado.
Alguns dos serviços providos pela Startups.com incluíam:
- Planejamento do imóvel e do espaço.
- Design de ambientes e móveis.
- Infraestrutura tecnológica.
- Telecomunicações e correio de voz.
- Amparo legal e contábil.
- Folha de pagamento, benefícios e pessoal.
- Seguro.
- Marketing e eventos.

Sua lista de clientes incluía empresas como Google, Epinions, eVite e GuruNet (atualmente chamada de Answers.com).
No final de 2000, a Startups.com lançou um serviço de infraestrutura de negócios na Internet chamado de ReferralXpert.
No começo de 2001, depois que o estouro da bolha da Internet fez com que várias startups saíssem do mercado, a empresa tentou uma transição do negócio para se transformar em uma empresa de pesquisa, focada no mercado de startups. Também mudou seu nome para Startups, Inc. e finalmente para Startups Intelligence Group.
Devido às pesadas mudanças nas condições do mercado, em janeiro de 2002 a empresa encerrou suas atividades.
Em janeiro de 2008, o nome de domínio "startups.com" foi adquirido pela KillerStartups, resultando na formação de uma nova empresa chamada Network, Inc., sediada em Miami.
Em 5 de novembro de 2009, a Startups.com foi relançada como uma wiki de perguntas e respostas.
Em abril de 2011, a Startups.com foi relançada como um site de varejo de ofertas diárias, no entanto, não foi rentável e encerrou suas atividades em 4 de maio de 2012.